# Мартынов, Виктор Владимирович (лингвист)
Ви́ктор Влади́мирович Марты́нов (бел. Віктар Уладзіміравіч Мартынаў, 25 января 1924 — 25 января 2013) — советский и белорусский учёный-лингвист. Исследователь в области славистики, компаративистики, формализации семантики и лингвистических аспектов проблемы искусственного интеллекта. Создатель Универсального семантического кода (УСК).

## Биография
Родился в Одессе. В возрасте 18-ти лет ушел на фронт. Воевал в составе 3-го Украинского фронта, командовал отделением автоматчиков. Участвовал в боях за освобождение Молдавии, Югославии, Австрии, Румынии, Болгарии и Венгрии. Награждён орденом Отечественной войны 2-й степени.
В 1948 г. окончил филологический факультет Одесского университета, в 1951 г. — аспирантуру Львовского университета по специальности славистика. Защитил кандидатскую диссертацию по творчеству польского поэта Юлиуша Словацкого в 1951 г. В 1952—1960 гг. был заведующим кафедрой иностранных языков Одесского университета.
В 1960 г. переехал в Минск и работал в Институте языкознания Академии наук БССР (ныне Национальная академия наук Беларуси), где с 1962 по 1990 г. заведовал отделом общего и славянского языкознания. С 1992 г. — профессор кафедры общего языкознания Минского лингвистического университета и руководитель научно-исследовательского центра «Семантика».
Защитил докторскую диссертацию на тему «Славяно-германское лексическое взаимодействие древнейшей поры. К проблеме прародины славян». В 1971 г. стал профессором. В. В. Мартынов в 1989 г. занесен в «Книгу почета» США. В 1990 г. удостоен звания Заслуженного деятеля науки БССР. В 1993 г. Международный биографический центр в Кембридже оценил вклад В. В. Мартынова в науку как «Достижение XX века» и назвал Виктора Владимировича «человеком века».
Являлся автором более 20 книг и брошюр, более 200 статей, под его руководством защищено 17 кандидатских диссертаций и 4 докторские.

## Направления исследований

### Компаративистика и славистика
Исследования ученого в области компаративистики и славистики посвящены вопросам выявления глоттогенеза и онтогенеза славян, происхождения славянской лексики, славяно-неславянских контактов, становления праславянского языка в лингво-культурном аспекте. В монографиях «Славяно-германское лексическое взаимодействие древнейшей поры. К проблеме прародины славян» (1963), «Язык в пространстве и времени К проблеме глоттогенеза славян» (1983) и ряде других работ исследуется праязык славян в его отношениях с балтийскими, италийскими, иранскими, кельтскими и германскими языками, предлагаются методы пространственно-временной стратификации носителей языков доисторических периодов по данным сравнительно-исторического языкознания.

### Белорусистика
В сферу научных интересов ученого также входят этимология и диалектология белорусского языка, применение методов корпусной лингвистики в изучении белорусского языка. С 1969 г. он являлся редактором и соавтором многотомного «Этымалагічнага слоўніка беларускай мовы» (т. 1-7, 1978—1991). Материалы трех кандидатских диссертаций по диалектной лексикографии, подготовленных под его научным руководством, обобщены в коллективной монографии «Лексіка Палесся ў прасторы і часе» (1971). Два других коллектива, возглавляемые В. В. Мартыновым, подготовили монографии по современному белорусскому языку: «Марфемная дыстрыбуцыя ў беларускай мове. Дзеяслоў» (1967) и «Словаўтваральная сістэма сучаснай беларускай мовы». Под его руководством была проведена работа по составлению конкордансов белорусского языка: «Канкарданс беларускай мовы XIX ст.» и «Канкардансы беларускіх пісьменнікаў. Канкарданс Кузьмы Чорнага» (не издан).

### Формализация семантики иискусственный интеллект
Синтезировав результаты лингвистических исследований с достижениями семиологии, праксиологии и теории информации, учёный предложил способ «исчисления языковых смыслов». В монографии «Кибернетика. Семиотика. Лингвистика» (1966) излагаются основы и перспективы дедуктивной семиологии. Работа «Семиологические основы информатики» (1974) содержит прототип универсального семантического кода (УСК) как средства снятия неопределеннозначности естественного языка. В монографии «Универсальный семантический код» (1977) представлена первая версия УСК, которую учёный совершенствует в последующих работах: «Категории языка. Семиологический аспект» (1982), «Универсальный семантический код: УСК-3» (1984), «Universal Semantic Code. USC — 5» (1995), «Основы семантического кодирования. Опыт представления и преобразования знаний» (2001) и др.

## Избранная библиография

### Компаративистика и славистика
- К лингвистическому обоснованию гипотезы о Висло-Одерской прародине славян // Вопросы языкознания. 1961 № 3.
- До каква степен и по какъв начин може да се възстанови лексикалният фонд на праславянския език // Славянска филология. София, 1963. Т.1.
- Лингвистические методы обоснования гипотезы о Висло-Одерской прародине славян. Минск, 1963.
- Славяно-германское лексическое взаимодействие древнейшей поры. К проблеме прародины славян. Минск, 1963.
- Этногенез славян в свете новых лингвистических данных // Вопросы этнографии Белоруссии. Минск, 1964.
- О возможности италийско-славянских языковых контактов древнейшей поры // Проблемы диахронии в изучении романских языков. Минск, 1967.
- Славянская и индоевропейская аккомодация. Минск, 1968.
- Славянские этимологические версии // Русское и славянское языкознание. 1972.
- Праславянская и балто-славянская суффиксальная деривация имен // Минск, 1973.
- Семантические архаизмы на южнославянской языковой периферии // Ареальные исследования в языкознании и этнографии. Л., 1977.
- Балто-славяно-италийские изоглоссы. Минск, 1978.
- Балто-славяно-иранские языковые отношения и глоттогенез славян // Балто-славянские исследования, 1980. М. 1981.
- Балто-славянские этнические отношения по данным лингвистики // Проблемы этногенеза и этнической истории балтов. Вильнюс, 1981.
- Становление праславянского языка по данным славяно-иноязычных контактов. Минск, 1982.
- Балто-славянские этимологии // Acta Baltico-Slavica. 1983. XVI.
- Западнобалтийский субстрат праславянского языка // Балто-славянские этноязыковые отношения в историческом и ареальном плане. М., 1983.
- Язык в пространстве и времени. К проблеме глоттогенеза славян. М., 1983.
- Глоттогенез славян. Опыт верификации в компаративистике // Вопросы языкознания. 1985. № 6.
- Прусско-славянские эксклюзивные изолексы // Этимология, 1982. М., 1985.
- К реконструкции индоевропейского консонантизма // Славистика, индоевропейская ностратика. М., 1991.
- Этнагенез славян. Мова і міф. Мінск, 1993.
- Славянизмы в древнеанглийском — славяно-германские языковые параллели. Минск, 1996.
- Этимология и скрытая двухкомпонентность слова // Studia Etymologiczne. Praha, 2002. Brunensia 1.
- Кельто-славянские этноязыковые контакты // Мовазнаўства. Літаратура. Культаралогія. Фалькларыстыка: даклады беларускай дэлегацыі на XIII Міжнародным з’ездзе славістаў, Любляна, 2003 / НАН Беларусі камітэт славістаў. Мінск, 2003.

### Белорусистика
- Проблемы славянского этногенеза и лингвогеографические изучения Припятского Полесья // Проблемы лингво- и этногеографии ареальной диалектологии. М., 1964.
- Лингвогеография Припятского Полесья и этногенез славян // Древности Белоруссии. Минск, 1966.
- Марфемная дыстрыбуцыя ў беларускай мове. Дзеяслоў. Мінск, 1967. Сааўт. П. П. Шуба, М. І. Ярмош.
- З беларускіх этымалогій II // Беларуская лексікалогія і этымалогія. Мінск, 1969.
- З беларускіх этымалогій III // Праблемы беларускай філалогіі. Мінск, 1968.
- Лексіка Палесся ў прасторы і часе. Мінск, 1971. Суаўтары Г. Ф. Вештарт, Л. Т. Выгонная, І.І. Лучыц-Федарэц.
- З беларускіх этымалогій // Беларускае і славянскае мовазнаўства. Мінск, 1972.
- Элементы белорусско-русского сопоставительного словообразования // Проблемы обучения русскому языку в условиях близкородственного билингвизма. Минск, 1975.
- Проблема интерпретации белорусско-болгарских изолекс // Бюлетин за съпоставительно изследване на българския език с друзи езици. 1976.
- Этымалагічны слоўнік беларускай мовы. Т. 1. Мінск, 1978. Сааўтары А. Е. Супрун, Р. В. Кравчук.
- Этымалагічны слоўнік беларускай мовы. Т. 3. Мінск, 1985. Сааўтары Р. В. Кравчук, А. Е. Супрун, Н. В. Ивашина.
- Этымалагічны слоўнік беларускай мовы. Т. 4. Мінск, 1987. Сааўтары В. Д. Лобко, И. И. Лучиц-Федорец, Р. В. Кравчук.
- Беларуская мова сярод іншых славянскіх і неславянскіх моў // Роднае слова. 1993. № 1-2.
- Этнічны склад насельніцтва старажытнага Палесся — Загароддзе, 1999. № 1.

### Формализация семантики и искусственный интеллект
- Кибернетика. Семиотика. Лингвистика. Минск, 1966.
- Дедуктивная семиотика и типологическая лингвистика // Проблемы языкознания. М., 1967.
- Семиологические основы информатики. Минск, 1974.
- Универсальный семантический код науки и дедуктивная семиотика // Вычислительная лингвистика. М., 1976.
- Универсальный семантический код. Минск, 1977.
- Semantic and Phrase Models // XII Internationaler Linguisten-kongres. Kurzlasunger, Wien, 1977.
- Алгоритмы принятия решения в системе УСК // Программно-информационное обеспечение систем искусственного интеллекта. М., 1978.
- Логика принятия решений в системе УСК // Семиотические модели при управлении большими системами. М., 1979.
- Об основных принципах семантической классификации номинативных единиц // Материалы V Всесоюз. Симпозиума по кибернетике. Тбилиси, 1979.

Соавторы П. П. Шуба, М. И. Ярмош.
- УСК как язык представления знаний в автоматизированных системах // Семантика естественных и искусственных языков в специализированных системах. М., 1979.
- Человеко-машинные методы решения задач в системе УСК // Вопросы кибернетики. 1979. № 60.
- УСК как решатель задач // Семантический код в линейном и нелинейном представлении. Минск, 1980.
- УСК — язык представления знаний и эвристического поиска. М., 1980.
- Категории языка. Семиологический аспект. М., 1982.
- Презумпции и функциональный синтаксис // Вопросы функциональной грамматики. М., 1982.
- Об использовании аппарата УСК-3 при формировании алгоритма решения интеллектуальных задач // Семиотические аспекты формализации интеллектуальной деятельности. М., 1983.
- Универсальный семантический код: УСК-3. Минск, 1984.
- USC-3: New Variant of the Knowledge Representing and Calculating Language // Proceedings of the IFAC Symposium «Artificial Intelligence», Oxford — New-York, 1984. https://web.archive.org/web/20150223233956/http://unsemcode.com/MartynovVVArtificial%20Intelligence.pdf
- Функциональная грамматика и категории языка // Проблемы функциональной грамматики. М., 1985.
- Конкордансы нового типа. Проблемы и перспективы // Сочетание лингвистической и внелингвистической информации в автоматическом словаре. Ереван, 1987.
- Семантическое кодирование для представления и преобразования знаний // Советская ассоциация искусственного интеллекта — САИИ. М., 1992.
- Knowledge bases construction of systems for solving intellectual problems // Управляющие системы и машины. 1992 № 5/6. Соавторы И. М. Бойко, А. П. Гуминский. http://unsemcode.com/Kiev-Article.html
- Universal Semantic Code. USC — 5. Minsk, 1995.
- USC Calculus of Key Words and Key Ideas. Invention Machine Proged. Cambridge, 1996.
- Принципы объективной семантической классификации // Реализационный аспект функционирования языка. Минск, 1996.
- Основы семантического кодирования. Опыт представления и преобразования знаний. Минск, 2001. ISBN 985-6614-53-8 http://unsemcode.com/FoundationsOfSemanticCoding.html
- Китайская семантика в системе исчисления примитивов // Пути Поднебесной. Минск, 2006. Ч. 1. 295 с. ISBN 978-985-485-618-6
- Основы семантического кодирования. Язык и метаязык. Перспективы информатики // В центре сознания человека. Минск, 2009. 272 с. ISBN 978-985-518-132-4

1. ↑  Олег Дернович. Скончался выдающийся лингвист Виктор Мартынов. Наша Ніва. 19.02.2013.
2. 1 2 3 4 5 6  Мартынов В. В. В центре сознания человека. — Минск: БГУ, 2009. — С. 3-4. — 272с. ISBN 978-985-518-132-4
3. 1 2  Профессор Виктор Мартынов, создатель УСК — «Достижения XX века». http://tvinteltech.narod.ru/martynov.html Архивная копия от 29 ноября 2012 на Wayback Machine
4. ↑  Мартынов В. В. Язык в пространстве и времени. К проблеме глоттогенеза славян. — М.: Наука, 1983. — С.3. — 109 с.